# Наталі Беббітт
Наталі Зейн Беббіт (англ. Natalie Zane Babbitt, до шлюбу Мур; 28 липня 1932, Дейтон, Огайо – 31 жовтня 2016, Гамден, Коннектикут) — американська письменниця й ілюстраторка дитячих книжок. Її роман 1975 року «Вічний Тук» двічі екранізували й адаптували у бродвейський мюзикл. Лавреатка почесної медалі Ньюбері та премії Крістофера, а також була номінанткою США на міжнародну премію Ганса Крістіана Андерсена 1982 року.

## Біографія
Народилася в Дейтоні, штат Огайо, 28 липня 1932 року. Навчалася в школі Лорел у Клівленді та коледжі Сміта в Нортгемптоні, штат Массачусетс. Вийшла заміж за Семюеля Фішера Беббітта, і у пари було троє дітей, які народилися у 1956—1960 роках.
Беббітти разом створили книжку-картинку «Сорок дев'ятий чарівник», яку написав Семюель і проілюструвала Наталі, яка 1966 року вийшла у видавництві Pantheon Books. Семюел зосередився на інших справах, а от редактор Майкл ді Капуа з видавництва Farrar, Straus, and Giroux заохотив Наталі продовжувати займатися дитячими книжками. Після написання й ілюстрації двох коротких книжок у віршах взялася за дитячі романи, і її четверта робота в цьому напрямку, «Knee-Knock Rise» відзначена медаллю Ньюбері 1971 року.
Книга «Вічний Тук» 1975 року названа помітною книгою Американської асоціації вчителів і продовжує бути популярною серед вчителів. 2012 року, в опитуванні, опублікованому журналом «School Library Journal», вона посіла 16-те місце серед «100 найкращих книг» в історії. Дві її книги були екранізовані: «Вічний Тук» (двічі: 1981 рік та 2002 рік) та «Очі амариліса» 1982 року. «Вічний Тук» також адаптували у бродвейський мюзикл, прем'єра якого відбулася в Атланті 4 лютого 2015 року, а вистава йшла на Бродвеї з 26 квітня по 29 травня 2016 року.
Окрім власних творів, Беббітт також ілюструвала низку книг Валері Ворт. Беббіт померла 31 жовтня 2016 року у своєму будинку в Гамдені, штат Коннектикут. Невдовзі після смерті у неї виявили рак легені.

## Критична оцінка
Зі своїм романом «Goody Hall» (1971) стала фіналісткою премії Едгара Аллана По.
1977 року «Нью-Йорк таймс» назвала Беббітт «безперечно однією з наших найобдарованіших і найамбітніших письменниць для дітей».
1982 року інший рецензент «Нью-Йорк таймс», Джордж Вудс, якому сподобався роман Беббітт «Герберт Роубардж» написав: «Місис Беббітт створює правдоподібний світ і населяє його правдоподібними людьми, але найбільшу втіху приносить задоволення від її товариства, коли вона без зусиль веде читача в оксамитовій рукавичці, щоб вказати на життєві збіги та близькі промахи».
2002 року Мелані Рехак, яка також писала для «Нью-Йорк таймс», описала книгу «Вічний Тук» як «тонкий, роздумливий» роман і заявила, що «з моменту його появи його шалено обожнювали діти та їхні батьки за чесну, розумну боротьбу зі старінням і смертю».
2012 року нагороджена першою премією імені Е. Б. Вайта за досягнення в дитячій літературі від Американської академії мистецтв і літератури.

### Як письменниця
- 1967 Dick Foote and the Shark‡[24]
- 1968 Phoebe's Revolt‡[24]
- 1969 The Search for Delicious, self-illus.[24]
- 1970 Knee-Knock Rise, self-illus.[24]
- 1970 The Something‡[24]
- 1971 Goody Hall, self-illus.[24]
- 1974 The Devil's Storybook, self-illus.[24]
- 1975 Tuck Everlasting[24]
- 1977 The Eyes of the Amaryllis[24]
- 1982 Herbert Rowbarge[24]
- 1987 The Devil's Other Storybook, self-illus.[24]
- 1989 Nellie: A Cat on Her Own‡[24]
- 1990 «Bus for Deadhorse», іл. Jon Джон Агі, ред. Енн Дуррелл і Мерлін Сакс., The Big Book for Peace (E. P. Dutton)[25]
- 1994 Bub: Or the Very Best Thing‡[26]
- 1998 Ouch!: A Tale from Grimm, іл. Фред Марчелліно‡[26]
- 2001 Elsie Times Eight‡[26]
- 2007 Jack Plank Tells Tales, self-illus.[26]
- 2011 The Moon Over High Street[26]
- 2012 The Devil's Storybooks — омнібус The Devil's Storybook і The Devil's Other Storybook[24]
- 2018 Barking with the Big Dogs: On Writing and Reading Books for Children

### Як ілюстраторка
- 1966 Семюел Беббітт, The Forty-ninth Magician‡[9]
- 1972 Валері Ворт, Small Poems[27]
- 1994 Валері Ворт, All the Small Poems and Fourteen More[24]
- 2002 Валері Ворт, Peacock and Other Poems[26]